# Brandon deWilde
Brandon De Wilde, nascut André Brandon deWilde (Brooklyn, Nova York, 9 d'abril de 1942 − Denver, Colorado, 6 de juliol de 1972) va ser un actor estatunidenc.

## Biografia[1]
La seva carrera la va començar molt jove (set anys a Broadway) i va acabar prematurament (mor als trenta anys en un accident de cotxe).
Considerat en el seu temps com un nen prodigi, Brandon de Wilde va ser també el que es diu un nen-estrella. Va estar així, una mica més de deu anys, nominat per a un oscar (actor millor secundari) a la pel·lícula  Arrels profundes , western del realitzador George Stevens. Hi interpreta el paper d'un nen (Joe Starrett) els pares del qual (Jean Arthur i Van Heflin), grangers de Wyoming, reben la visita d'un cowboy justicier (Alan Ladd) vingut d'enlloc per ajudar-los, molt oportunament, a solucionar un conflicte amb un poderós criador que fins i tot ha contractat un "gallet" expeditiu (Jack Palance). La famosa imploració que ressona en un eco per les Rocoses ("Shane, come back!"), és del petit De Wilde que la crida al cowboy justicier que s'allunya a cavall al final de la pel·lícula.
El 1963, com a net del propietari d'un ranxo el bestiar del qual és afectat de cop per febre infecciosa, De Wilde admira i després s'enfronta a Paul Newman a  Hud  de Martin Ritt, pel·lícula que obté set nominacions en els Oscars 1964 i s'emporta tres figuretes.

## Filmografia[2]
- 1952: Testimoni de casament: John Henry
- 1953: Arrels profundes: Joey Starrett
- 1956: Good-bye, My Lady: Skeeter (Claude)
- 1957: Night Passage: Joey Adams
- 1958: The Missouri Traveler: Biarn Turner
- 1959: Blue-jeans: Arthur Bartley
- 1962: All Fall Down: Clinton Willart
- 1963: Hud: Lon 'Lonnie' Bannon
- 1965: Those Calloways: Bucky Calloway
- 1965: In Harm's Way: Ens. Jeremiah 'Jere' Torrey
- 1971: The Deserter: Ferguson
- 1972: Wild in the Sky: Josh

### Televisió
- 1953 - 1954: Jamie (Sèrie TV): Jamison Francis Mc Hummber
- 1955 - 1956: Climax! (Sèrie TV): Robbie Euson / Tip Malone
- 1956: Screen Directors Playhouse (Sèrie TV): Terry Johnson
- 1957: The United States Steel Hour (Sèrie TV): David
- 1959: Alcoa Theatre (Sèrie TV): George Adams
- 1959 i 1961: Wagon Train (Sèrie TV): Danny Benedict / Mark Miner
- 1961: Thriller (Sèrie TV): Timothy Branner
- 1962: Alfred Hitchcock presents (Sèrie TV): Hugo
- 1962, 1968 i 1970: The Virginian (Sèrie TV): James 'Mike Flynn' Cafferty / Walt Bradbury / Rem Garvey
- 1963: The Nurses (Sèrie TV): Paul Marker
- 1964: Disney Parade (Sèrie TV): Jim Tevis
- 1964: 12 O'Clock High (Sèrie TV): Cpl. Lawrence
- 1965: The Defenders (Sèrie TV): Roger Bailey Jr
- 1966: Combat! (Sèrie TV): Wilder
- 1966: ABC Stage 67 (Sèrie TV): Carl Boyer
- 1968: Journey to the Unknown (Sèrie TV): Alec George Worthing
- 1969: The Name of the Game (Sèrie TV): Bobby Currier
- 1969: Hawaii Five-O (Sèrie TV): Arnold Potter
- 1970: Insight (Sèrie TV): Weissberg
- 1970: The Young Rebels (Sèrie TV): Nathan Hale jeune
- 1971: Night Gallery (Sèrie TV): Johnson
- 1971: Ironside (Sèrie TV): George Whittaker

## Premis i nominacions
Nominacions
- 1954: Oscar al millor actor secundari per Arrels profundes